# 切舍姆 (新罕布什爾州)
切舍姆（英語：Chesham）是位於美國新罕布什爾州切希爾縣的非建制地區。

## 歷史
切舍姆的郵局於1866年設立，其後於1957年停運。

## 地理
切舍姆所處的海拔為高於海平面368米（即1207英呎），而該地所採用的時區為UTC-5，即北美东部时区（EST）。同時該地設有夏令時間，為UTC-5調快一小時，即UTC-4（EDT）。